# Rubus senchalensis
Rubus senchalensis är en rosväxtart som beskrevs av Kanesuke Hara. Rubus senchalensis ingår i släktet rubusar, och familjen rosväxter. Inga underarter finns listade i Catalogue of Life.